# 厳正拘束名簿式
厳正拘束名簿式（げんせいこうそくめいぼしき、英：Closed list）とは、比例代表制の一種。投票者は政党にのみ投票し、その政党が提供した立候補者の順序に影響を与えない。単に拘束名簿式とも。

## 概要
厳正拘束名簿式では、誰がその政党の票を獲得するのかを事前に政党で決める。つまり、名簿の最高位に位置する候補が常に議席を獲得しやすくなるのに対して、名簿のとても低い位置に置かれた候補は議席を獲得するのが難しくなる。
一方、この特定の政党の当落線上の候補は、この政党名簿固有の合計得票数により議席の獲得が左右される位置におかれている。当落線はその政党が獲得すると予測される議席数によって定義され、政党の名簿の作り方に関わってくる。
日本では1983年から1998年までの参議院議員通常選挙の参議院比例区において採用された。
参議院選挙区（旧地方区）における一票の格差の問題から2つの参議院合同選挙区が創設されたことにより、参議院に選出されない可能性がある県の代表者を参議院に確実に輩出することを意図した自民党の意向が国会で反映されたことにより、2019年7月の第25回参議院選挙から参議院比例区で政党等の判断で拘束名簿式の「特定枠」として設定することが可能となり（なお、特定枠に掲載された候補者は候補者名を冠した選挙運動を行うことができず、特定枠に掲載された候補者は政党票としてカウントされる）、これによって参議院比例区では拘束名簿式と非拘束名簿式の両方が混合することになる。なお、この参議院比例区の特定枠は「候補者とする者のうちの一部の者」と定められており具体的に何人までという規定はなく、1人を除いて特定枠とすれば、全候補者に順位付けするという事実上の厳正拘束名簿式にすることも可能である。

## 批判
厳正拘束名簿を採用している投票制度では、政党によって選ばれる候補の名簿を使っている。この名簿を管理する人は誰でも、重大なパワー・ブローカーの役割を担っている。名簿から選ばれた者は基本的にその名簿作成者の奴隷となり、彼らの政治的な生き残りは名前が名簿に現れる高さ、もしくはそもそも名簿に登載されるかに係ってくる。党の執行部か党首が一般的に名簿を管理するが、厳正拘束名簿式投票制度では、権限が選挙で選ばれることのない人（選挙参謀、代理人、党の職員などの候補者名簿の作者）に譲渡されることがある。
日本の自由民主党ではこれらの弊害に対する対策として、候補者に党員集めのノルマを課し達成度順に順位を決めていたとされるが、党員集めに金がかかる、有力な支持団体を持たないタレント議員は国民的には集票力があるにもかかわらず名簿で不利になる、集められた党員が活動実態を伴わないなどの問題が指摘された。結局2000年に久世公堯金融再生委員長が大手マンション会社から党費を肩代わりしてもらい、自民党比例名簿上位に登載されて当選していたことが発覚した騒動を機に、厳正拘束名簿式は非拘束名簿式に改められた。